# Anthene matthias
Anthene matthias är en fjärilsart som beskrevs av Tite 1966. Anthene matthias ingår i släktet Anthene och familjen juvelvingar. Inga underarter finns listade i Catalogue of Life.